# Jince
Jince település Csehországban, a Příbrami járásban. Jince Hostomice, Rpety, Křešín, Ohrazenice, Čenkov, Lhotka, Lochovice, Felbabka és Běštín településekkel határos. Lakosainak száma 2451 fő (2024. január 1.).

## Népesség
A település lakosságának változását az alábbi diagram mutatja:
| Lakosok száma | 1273 | 1393 | 1265 | 1260 | 1633 | 2227 | 2259 | 2292 | 2297 | 2451 |
|               | 1869 | 1890 | 1921 | 1950 | 1980 | 2001 | 2017 | 2019 | 2022 | 2024 |